# Gonocarpus humilis
Gonocarpus humilis är en slingeväxtart som beskrevs av Anthony Edward Orchard. Gonocarpus humilis ingår i släktet Gonocarpus och familjen slingeväxter. Inga underarter finns listade i Catalogue of Life.